# Maria V. Snyder
Maria V. Snyder (Filadelfia, 15 aprile 1973) è una scrittrice statunitense.

## Biografia
Nata e cresciuta a Filadelfia, ha studiato meteorologia alla Pennsylvania State University e dopo la laurea ha lavorato nel campo della protezione ambientale. Successivamente ha iniziato a collaborare con giornali e riviste pubblicando articoli e racconti. Nel 2005 ha pubblicato il suo primo romanzo La farfalla di pietra, ottenendo un ottimo riscontro di critica e di pubblico, dedicandosi pertanto alla carriera di scrittrice.
Vive e risiede tuttora a Philadelphia con il marito e i due figli, un maschio e una femmina.

## Premi
- 2005- October Book Sense Pick per La farfalla di pietra
- 2005- Locus Magazine's Recommending Reading list per La farfalla di pietra
- 2006- Compton Crook Award per La farfalla di pietra
- 2006- Reader's Choice Award per La farfalla di pietra
- 2006- Nomination al Premio RITA per La farfalla di pietra
- 2006- Nomination al Premio Alex per La farfalla di pietra
- 2006- Editor's Pick Award da Audible.com per La farfalla di pietra
- 2006- October Book Sense Pick per Il serpente di pietra
- 2007- RITA Award Finalist per Il serpente di pietra
- 2008- New York Times Bestseller per Ali di fuoco
- 2009 – Wirral Paperback of the Year Award per La farfalla di pietra
- 2009 – Golden Leaf Award per La donna di sabbia
- 2012 – Golden Leaf Award per Touch of Power
- 2012 – Prism Award per Outside In
- 2013 – Golden Leaf Award per Scent of Magic
- 2014 - Golden Leaf Hall of Fame Award

## Opere
Study Series
- La farfalla di pietra, (Poison Study, 2005)
- Il serpente di pietra, (Magic Study, 2006)
- Ali di fuoco, (Fire Study, 2008)
- L'ombra della magia, (Shadow Study, 2014)
- Il tramonto della magia, (Night Study, 2016)
- Dawn Study, 2017 (Inedito in Italia)

Glass Series
- La donna di sabbia, (Storm Glass, 2009)
- Cuore di diamante (Sea Glass, 2009)
- Magia di sangue, (Spy Glass, 2010)

Altre serie non pubblicate in Italia:
Inside Series
- Inside Out (2010)
- Outside In (2011)

Healer Series
- Touch of Power (2011)
- Scent of Magic (2012)
- Taste of Darkness (2013)